# Bamora
Bamora är en ort i Indien.   Den ligger i distriktet Sāgar och delstaten Madhya Pradesh, i den centrala delen av landet, 500 km söder om huvudstaden New Delhi. Bamora ligger 419 meter över havet och antalet invånare är 7 981.
Terrängen runt Bamora är mycket platt. Runt Bamora är det ganska tätbefolkat, med 239 invånare per kvadratkilometer. Närmaste större samhälle är Etāwa, 18,3 km nordost om Bamora. Trakten runt Bamora består till största delen av jordbruksmark.